# Маклейн (округ, Кентуккі)
Шаблон:StateAbbr_ 37°32′ пн. ш. 87°16′ зх. д. / 37.53° пн. ш. 87.26° зх. д.
Округ Маклейн (англ. McLean County) — округ (графство) у штаті Кентуккі, США. Ідентифікатор округу 21149.

## Історія
Округ утворений 1854 року.

## Демографія
За даними перепису
2000 року
загальне населення округу становило 9938 осіб, усе сільське.
Серед мешканців округу чоловіків було 4877, а жінок — 5061. В окрузі було 3984 домогосподарства, 2881 родин, які мешкали в 4392 будинках.
Середній розмір родини становив 2,93.
Віковий розподіл населення поданий у таблиці:
| Стать    | До 15 років | 15-21 | 22-29 | 30-39 | 40-49 | 50-65 | 65-85 | Понад 85 |
| -------- | ----------- | ----- | ----- | ----- | ----- | ----- | ----- | -------- |
| Чоловіки | 1019        | 479   | 467   | 677   | 722   | 900   | 558   | 55       |
| Жінки    | 966         | 436   | 507   | 700   | 720   | 907   | 707   | 118      |

## Суміжні округи
- Девісс — північний схід
- Огайо — схід
- Муленберґ — південь
- Гопкінс — південний захід
- Вебстер — захід
- Гендерсон — північний захід

## Виноски
1. ↑  U.S. Decennial Census. United States Census Bureau. Архів оригіналу за 26 квітня 2015. Процитовано 17 серпня 2014.
2. ↑  Historical Census Browser. University of Virginia Library. Архів оригіналу за 11 серпня 2012. Процитовано 17 серпня 2014.
3. ↑  Population of Counties by Decennial Census: 1900 to 1990. United States Census Bureau. Архів оригіналу за 13 жовтня 2014. Процитовано 17 серпня 2014.
4. ↑  Census 2000 PHC-T-4. Ranking Tables for Counties: 1990 and 2000 (PDF). United States Census Bureau. Архів оригіналу (PDF) за 18 грудня 2014. Процитовано 17 серпня 2014.
5. ↑  State & County QuickFacts. United States Census Bureau. Архів оригіналу за 7 червня 2011. Процитовано 6 березня 2014.(англ.) Наведено за англійською вікіпедією.
6. ↑  American FactFinder. Бюро перепису населення США. Архів оригіналу за 26 лютого 2012. Процитовано 31 січня 2008.

| США | Це незавершена стаття з географії США. Ви можете допомогти проєкту, виправивши або дописавши її. |